# Leaves' Eyes
Leaves' Eyes este o formație germano-norvegiană de symphonic metal înființată în 2003 de către Liv Kristine.

## Membri
- Liv Kristine Espenæs Krull - voce
- Alexander Krull (Atrocity) - voce
- Thorsten Bauer (Atrocity) - chitară
- Mathias Röderer (Atrocity) - chitară
- Chris Lukhaup (Atrocity) - chitară bas
- Moritz Neuner (Atrocity) - baterie

### Foști membri
- Martin Schmidt (2003-04) - baterie

## Discografie
- Into Your Light (single - 2004)
- Lovelorn (LP - 2004)
- Elegy (single/EP - 2005)
- Vinland Saga (LP - 2005)
- Legend Land (EP - 2006)
- Njord (LP - 2009)